# خانه رحمان حنیفه‌زاده ماسوله
خانه رحمان حنیفه زاده ماسوله مربوط به دوره معاصر است و در شهرستان فومن، شهرک تاریخی ماسوله واقع شده و این اثر در تاریخ ۲۵ اسفند ۱۳۸۰ با شمارهٔ ثبت ۵۲۱۴ به‌عنوان یکی از آثار ملی ایران به ثبت رسیده است.